# Лисогоров Сергій Дмитрович
Сергій Дмитрович Лисогоров (нар. жовтень 1903, Протопопівка — пом. 25 травня 1994) — український і радянський вчений в галузі зрошувального землеробства, доктор сільськогосподарських наук, професор.

## Життєпис
Народився у жовтні 1903 року в селі Протопопівці (тепер Олександрійського району Кіровоградської області) у сім'ї священика. Закінчив духовну семінарію у Одесі. У 1922 році поступив до Херсонського сільськогосподарського інституту, який закінчив у 1925 році. По закінченню навчання працював у окрземуправлінні Херсона. У 1930 році  призначений завідувачем відділу агрометрології бавовняної станції. У 1938 році, захистивши дисертацію, став кандидатом сільськогосподарських наук. У 1939 році обраний за конкурсом на посаду доцента кафедри фізіології рослин Херсонського сільськогосподарського інституту, на якій працював до окупації німецькими військами Херсона. У період окупації вступив у підпільну групу дослідної станції, яка увійшла до великої підпільної організації «Центр». У травні 1944 року після відвоювання Херсона, повернувся до сільськогосподарського інституту, де і працював до пенсії. У 1949 році захистив докторську дисертацію. В 1951 році Вища атестаційна комісія затвердила звання професора.
З 1969 року постійно обирався депутатом міської ради народних депутатів, де працював у постійній комісії з питань сільського господарства.
Помер 25 травня 1994 року.

## Науковий вклад
Діяльність вченого була пов'язана з розвитком зрошувального землеробства, з розробкою його теоретичних та практичних основ, підготовкою науково-педагогічних кадрів для сільського господарства. 
Ним підготовлено 9 докторів та 36 кандидатів сільськогосподарських наук, створено новий напрямок у зрошувальному землеробстві.
Автор 175 друкованих робіт, у тому числі підручників для студентів сільськогосподарських інститутів. Серед робіт:
- «Орошаемое земледелие» (1959);
- «Практикум по орошаемому земледелию» (1981, у співавторстві з В. О. Ушкаренком);
- «Влияние орошения, высоких норм удобрений и глубокой пахоты на плодородие обыкновенных черноземов» (1985, у співавторстві з Г. С. Сухоруковою).

## Відзнаки
- Нагороджений орденом Леніна, орденом Трудового Червоного Прапора, орденом Вітчизняної війни 2 ступеня (6 квітня 1985)[1], багатьма медалями;
- «Заслужений працівник вищої школи СРСР»;
- «Почесний громадянин міста Херсона» (рішення IV сесії Херсонської міської ради депутатів трудящих ХІ скликання № 49 від 31 жовтня 1967 року; за активну участь у боротьбі проти німецько-фашистських загарбників і багаторічну самовіддану працю у розвитку вітчизняної науки).

## Вшанування пам'яті
- Вчена рада Херсонського сільськогосподарського інституту установила стипендію імені професора С. Д. Лисогорова.
- Відкрита меморіальна лекційна аудиторія з виставкою робіт вченого.